# Khalil Ghanim
Khalil Ghanim Mubarak (arab. خليل غنيم; ur. 5 kwietnia 1964) – emiracki piłkarz grający na pozycji środkowego obrońcy.

## Kariera klubowa
W czasie swojej kariery piłkarskiej grał w Al-khaleej Club Szardża.

## Kariera reprezentacyjna
Z reprezentacją ZEA, uczestniczył w Mistrzostwach Świata w 1990 we Włoszech. W turnieju wystąpił we wszystkich 3 meczach ZEA (w meczu z reprezentacją Jugosławii został ukarany czerwoną kartką). Zarówno w klubie jak i w reprezentacji tworzył parę środkowych obrońców ze swoim bratem Mubarakiem Ghanimem.